# Юзо Года
Юзо Года (яп. 郷田 勇三, нар. 1940 березня 17, Токіо, Японія) — японський майстер карате, один із найвпливовіших діячів стилю Кіокушинкай. Він обіймає посаду Головного радника та Голови Міжнародного комітету Міжнародної організації карате Кіокушинкайкан (IKO), а також є керівником відділення Джото в Токіо.

## Біографія та кар'єра
Юзо Года народився в районі Дзосіґая, Токіо. У 1959 році, одразу після закінчення середньої школи, він вступив до додзьо Масутацу Оями в Ікебукуро, ставши одним із перших учнів засновника Кіокушинкай. Года швидко здобув чорний пояс і став одним із найближчих учнів Оями.
У 1976 році він був призначений керівником відділення Джото в Токіо, яке згодом стало відоме як «Додзьо Годи». У 1985 році Ояма довірив йому очолити Комітет керівників відділень Японії. Після смерті Оями в 1994 році Года залишився одним із ключових радників нового керівництва IKO під проводом Канчо Шокея Мацуї.

## Внесок у розвиток Кіокушинкай
Протягом десятиліть Юзо Года активно сприяв розвитку Кіокушинкай як в Японії, так і за її межами. Він регулярно виступає головним суддею на міжнародних турнірах, зокрема на чемпіонатах світу та Європи. Його роль у формуванні суддівських стандартів та підготовці інструкторів є визначальною для сучасного Кіокушинкай.
У 2017 році, під час 23-ї меморіальної церемонії на честь Масутацу Оями в храмі Міцуміне, Года виступив як один із почесних учасників заходу, що підкреслює його статус у спільноті Кіокушинкай.

## Публікації та медіа
Юзо Года є автором кількох книг про Кіокушинкай, серед яких:
- 秘録 極真空手 (Таємниці Кіокушин карате)
- 極真カラテ直伝 すぐにできる実戦護身術 (Пряме навчання Кіокушин карате: практичне самозахист)
- 基本技術 最強を目指す人のための 極真空手入門 (Основні техніки: вступ до Кіокушин карате для тих, хто прагне стати найсильнішим)

Також він з'являвся у документальних фільмах, присвячених Кіокушинкай, таких як 地上最強のカラテ (Найсильніше карате на Землі).

## Цікаві факти
- У 2017 році відділення Джото було перейменовано на «Додзьо Годи», ставши першим офіційним додзьо IKO, названим на честь окремого майстра.
- Протягом своєї кар'єри Года поєднував тренерську діяльність з роботою механіка в компанії Japan Kotsu, перш ніж повністю присвятити себе карате.
- Він відіграв ключову роль у переконанні деяких учнів Оями, зокрема Сейдзі Ісобе, розпочати міжнародну діяльність, що сприяло глобальному поширенню Кіокушинкай.